# Крейсери типу «Фольгоре»
Крейсери типу «Фольгоре» (італ. Classe Folgore) — серія торпедних крейсерів Королівських ВМС Італії 2-ї половини XIX століття; 

## Історія створення
Наприкінці XIX століття у військово-морській теорії набув популярності напрямок «Молода школа». Відповідно до цієї концепції пропонувалась відмова від досягнення переваги у броненосцях. Натомість пропонувалось будівництво малих кораблів, озброєних торпедами, які могли би знищувати набагато більші військові кораблі, а також крейсерів, які би завдавали ударів по ворожому узбережжю та знищували морську торгівлю противника, підриваючи його економічний потенціал.
У рамках цієї концепції італійський кораблебудівник Бенедетто Брін, який до того спроєктував ряд броненосців італійського флоту, розробив проєкт торпедних крейсерів типу «Фольгоре». Також із використанням цих ідей Карло Вінья спроєктував наступний клас, крейсери типу «Партенопе».

## Представники
| Назва            | Верф                                                               | Закладений | Спущений на воду     | Вступив у стрій     | Доля                                                              |
| ---------------- | ------------------------------------------------------------------ | ---------- | -------------------- | ------------------- | ----------------------------------------------------------------- |
| Фольгоре Folgore | Regio Cantiere di Castellammare di Stabia, Кастелламмаре-ді-Стабія | -          | 29 вересня 1886 року | 16 лютого 1887 року | виведений зі складу флоту 12 квітня 1900 року розібраний на метал |
| Саетта Saetta    | Regio Cantiere di Castellammare di Stabia, Кастелламмаре-ді-Стабія | -          | 30 травня 1887 року  | 16 лютого 1888 року | виведений зі складу флоту 14 травня 1908 року розібраний на метал |

## Конструкція
Суцільнометалевий корпус кораблів мав довжину 56,7 м, ширину 6,31 м та осадку 2,15 м. Ніс кораблів був обладнаний тараном.
Силова установка кораблів складалась з 4 парових котлів, які працювали на вугіллі, та двох парових подвійного розширення машин фірми «Hawthorn Leslie and Company», які працювали на один гвинт. Потужність силової установки становила 2130-2150 к.с., що забезпечувало швидкість 17 вузлів.
Озброєння складалось з трьох 356-мм торпедних апаратів. Крім того, на кораблях буди встановлені дві 57-мм гармат та чотири 37-мм гармати.
Бронювання на крейсерах типу «Фольгоре» було відсутнє.